# Berta Brainina
Berta Iakovlevna Brainina (în rusă Берта Яковлевна Брайнина) (n. 4/17 iulie 1902, Iaroslavl, Imperiul Rus – d. 4 martie 1984) a fost o scriitoare și critic literar din URSS, distinsă cu Premiul Stalin clasa a III-a (1952).

## Biografie
Berta Brainina s-a născut la 17/30 iulie 1902 în orașul Iaroslavl, în familia unui medic. După absolvirea studiilor medii a lucrat în perioada 1918-1920 la Departamentul de activități extrașcolare din cadrul Comisariatului Poporului pentru Educație. În 1922 a absolvit Facultatea de Filologie a Universității de Stat Moscova II. În anii 1920-1934 a predat literatura la mai multe școli din Moscova, printre care Școala de ucenici și Facultatea Muncitorească.

## Activitatea literară
Începuturile activității literare a Bertei Brainina datează din 1926. Ea a publicat cărțile A. N. Tolstoi, Educarea în spiritul adevărului (1956), Fiodor Gladkov. Viața și opera (1957), Stefan Zorian (1960; împreună cu S.M. Hitarovoi), Valentin Kataev. Opera (1960), Autobiografia unui secol (1961), La Stara Planina (1973) etc., precum și un număr mare de articole și recenzii în presa vremii. Monografia Konstantin Fedin (1951) a fost tradusă în limbile română și germană. Critica literară a Bertei Brainina a urmărit modul de reflectare a muncii și luptei eroice a poporului sovietic în literatura realist-socialistă din URSS.
Monografia sa dedicată scriitorului Konstantin Fedin analizează evoluția literară a scriitorului, contribuind la crearea imaginii unui scriitor reprezentativ al literaturii realist-socialiste ruse.

## Familia
Berta Brainina a fost căsătorită de două ori: mai întâi cu Iuri A. Braude și apoi cu profesorul și istoricul literar Dmitri Dmitrievici Blagoi (1893-1984), membru corespondent al Academiei de Științe a Rusiei. Nepotul său a fost chimistul Viktor Aleksandrovici Kabanov (1934-2006), membru al Academiei de Științe a Rusiei.

## Premii și distincții
- Premiul Stalin clasa a III-a (1952) — pentru cartea Konstantin Fedin (1951)[5]
- Ordinul Prieteniei Popoarelor
- Medalia „Pentru Merit în Muncă în Marele Război Patriotic, 1941-1945”
- Ordinul Steagul Roșu al Muncii